# Liste der Straßen und Brücken in Hamburg-Spadenland

Lage von Spadenland in Hamburg und im Bezirk Bergedorf (hellrot)

Die Liste der Straßen in Hamburg-Spadenland ist eine Übersicht der im Hamburger Stadtteil Spadenland vorhandenen Straßen und Brücken. Sie ist Teil der Liste der Verkehrsflächen in Hamburg.

## Überblick
In Spadenland (Ortsteilnummer 614) leben 553 Einwohner (Stand: 31. Dezember 2023) auf 3,4 km². Damit ist der Stadtteil der achtkleinste bezogen auf die Einwohnerzahl. Spadenland liegt im Postleitzahlenbereich 21037.
In Spadenland gibt es nur neun benannte Straßen, wovon lediglich vier komplett im Stadtteil liegen, und eine benannte Brücke. Fast alle Namen haben beschreibenden Charakter bezüglich ihrer Lage an Deichen oder ihrer Richtung.

## Übersicht der Straßen
Die nachfolgende Tabelle gibt eine Übersicht über alle benannten Verkehrsflächen im Stadtteil sowie einige dazugehörige Informationen. Im Einzelnen sind dies:
- Name/Lage: aktuelle Bezeichnung der Straße. Über den Link (Lage) kann die Straße auf verschiedenen Kartendiensten angezeigt werden. Die Geoposition gibt dabei ungefähr die Mitte an. Bei längeren Straßen, die durch zwei oder mehr Stadtteile führen, kann es daher sein, dass die Koordinate in einem anderen Stadtteil liegt.
- Straßenschlüssel: amtlicher Straßenschlüssel, bestehend aus einem Buchstaben (Anfangsbuchstabe der Straße) und einer dreistelligen Nummer.
- Länge/Maße in Metern:
Hinweis: Die in der Übersicht enthaltenen Längenangaben sind nach mathematischen Regeln auf- oder abgerundete Übersichtswerte, die im Digitalen Atlas Nord[1] mit dem dortigen Maßstab ermittelt wurden. Sie dienen eher Vergleichszwecken und werden, sofern amtliche Werte bekannt sind, ausgetauscht und gesondert gekennzeichnet.
Der Zusatz (im Stadtteil) gibt an, wie lang die Straße innerhalb des Stadtteils ist, sofern sie durch mehrere Stadtteile verläuft.
- Namensherkunft: Ursprung oder Bezug des Namens.
- Datum der Benennung: Jahr der offiziellen Benennung oder der Ersterwähnung eines Namens, bei Unsicherheiten auch die Angabe eines Zeitraums.
- Anmerkungen: Weitere Informationen bezüglich anliegender Institutionen, der Geschichte der Straße, historischer Bezeichnungen, Baudenkmale usw.
- Bild: Foto der Straße oder eines anliegenden Objektes.

| Name/Lage                             | Straßen- schlüssel | Länge/Maße (in Metern) | Namensherkunft | Datum der Benennung | Anmerkungen | Bild                                     |
| ------------------------------------- | ------------------ | ---------------------- | --- | ------------------- | --- | ---------------------------------------- |
| Dorferbogen (Lage)                    | D248               | 0330 (im Stadtteil)    | Bezeichnung „Dorf“ für einen Teil Ochsenwerders                                                                                 | 1970                | südlicher Teil in Ochsenwerder | Dorferbogen                              |
| Fasanengrund (Lage)                   | F317               | 0160                   | hier häufig vorkommende Fasane                                                                                                  | 1975                | | Fasanengrund                             |
| Hofschläger Deich (Lage)              | H526               | 0980                   | „Hofschlag“ als Bezeichnung für kurze Deichabschnitte, die von nicht direkt am Deich gelegenen Höfen unterhalten werden mussten | vor 1920            | | Hofschläger Deich                        |
| In der Weide (Lage)                   | I088               | 0830                   | alter Flurname | 1940                | | In der Weide                             |
| Ochsenwerder Landstraße (Lage)        | O018               | 1800 (im Stadtteil)    | Ochsenwerder, Stadtteil von Hamburg                                                                                             | 1916                | östliche Seite des Nordteils in Tatenberg, Südteil in Ochsenwerder | Ochsenwerder Landstraße                  |
| Ochsenwerder Landstraßenbrücke (Lage) | –                  | 0020                   | im Zuge der Ochsenwerder Landstraße                                                                                             | 1916                | wird vom Straßenverzeichnis nur in Tatenberg geführt, obwohl sie Teil der Ochsenwerder Landstraße ist, die hier die Grenze zwischen Spadenland und Tatenberg darstellt, sodass die stadtauswärts führende Fahrbahn zu Spadenland gehört | Ochsenwerder Landstraßenbrücke (Hamburg) |
| Ruschorter Hauptdeich (Lage)          | R387               | 2140 (im Stadtteil)    | alter Flurname „Ruschort“ | 1970                | östlicher Teil (ohne Anschriften) in Tatenberg; folgt der Hauptdeichlinie | Ruschorter Hauptdeich                    |
| Spadenländer Elbdeich (Lage)          | S519               | 0610                   | Elbdeich in Spadenland | vor 1936            | | Spadenländer Elbdeich                    |
| Spadenländer Hauptdeich (Lage)        | S838               | 1870 (im Stadtteil)    | Hauptdeich zur Elbe in Spadenland                                                                                               | 1965                | südlicher Teil (ohne Anschriften) in Ochsenwerder; Hauptdeichlinie seit der Sturmflut 1962 | Spadenländer Hauptdeich                  |
| Spadenländer Weg (Lage)               | S520               | 0050 (im Stadtteil)    | nach dem Stadtteil | 1927                | südlicher Teil in Ochsenwerder | Spadenländer Weg                         |